# Pfarrkirche Obritz

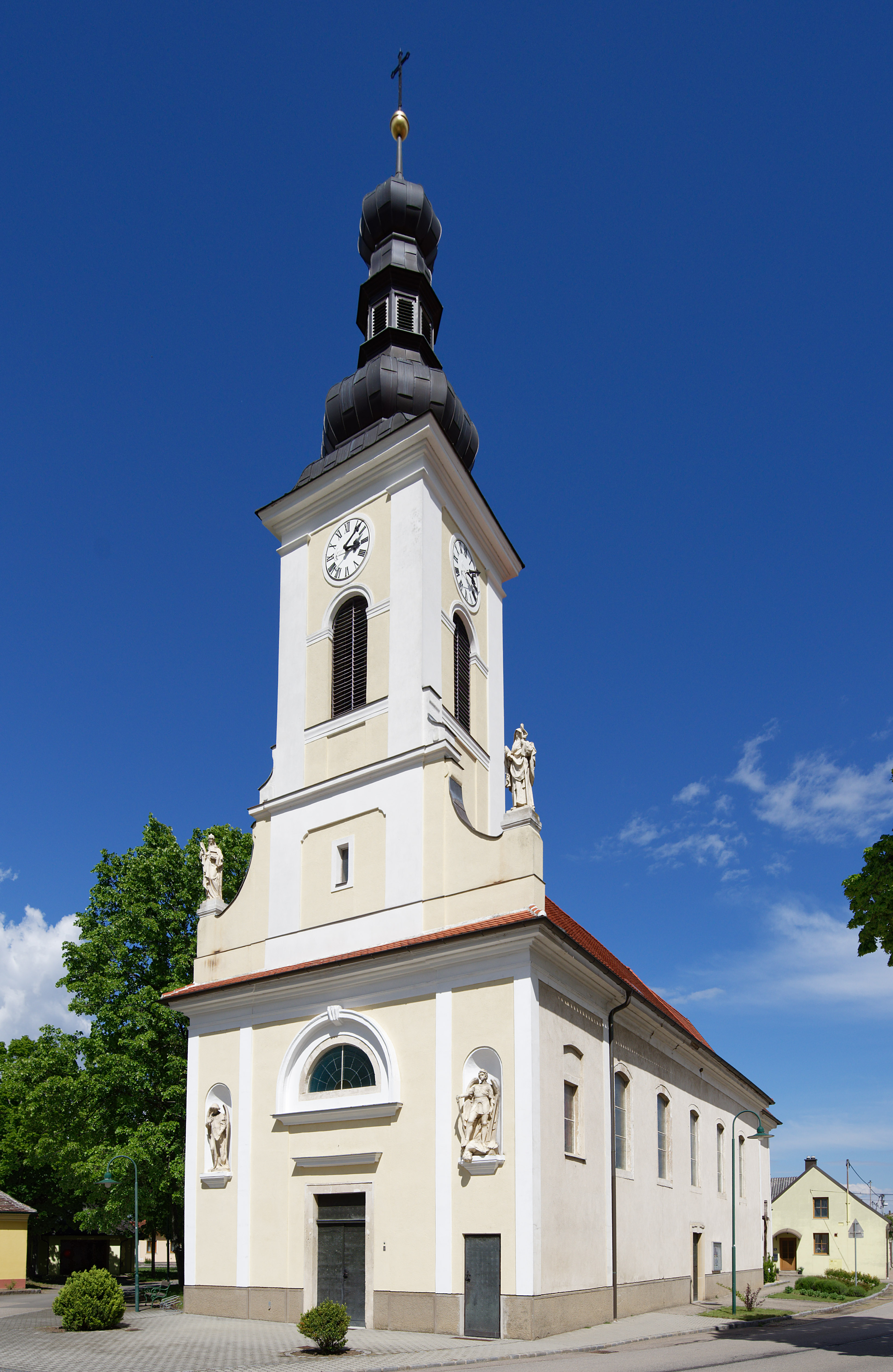
Katholische Pfarrkirche Mariä Himmelfahrt in Obritz

Die römisch-katholische Pfarrkirche Obritz steht mittig in der Ortschaft Obritz der Marktgemeinde Hadres im Bezirk Hollabrunn in Niederösterreich. Die dem Patrozinium Mariä Himmelfahrt unterstellte Pfarrkirche gehört zum Dekanat Haugsdorf der Erzdiözese Wien. Die Kirche steht unter Denkmalschutz (Listeneintrag).

## Geschichte
1359 wurde ein Vikariat genannt, 1759 war Obritz eine Filiale der Pfarrkirche Hadres, 1783 wurde Obritz als Pfarre gegründet.
Die josephinische Kirche wurde im vierten Viertel des 18. Jahrhunderts erbaut und 1841 nach Westen erweitert, 1890 wurde nördlich eine Seitenkapelle angebaut.

## Architektur
Die schlichte Saalkirche mit einem halbkreisförmig schließenden Chor hat einen Fassadenturm zwischen zwei Steilschmiegen sowie ein umlaufendes profiliertes ausladendes Traufgesims unter einem einheitlichen Satteldach. Die Westfront ist gebändert und mit einer Lisenengliederung hat ein Rechteckportal und darüber ein halbkreisförmiges Fenster sowie zwei rundbogige Figurennischen mit den Heiligen Erzengeln Raphael und Michael aus der Mitte des 19. Jahrhunderts. Der Fassadenturm zeigt Ecklisenen und rundbogige Schallfenster und einen Zwiebelhelm, auf seitlichen Postamenten stehen die Figuren des Heiligen Leopold und eines Mönches als Eremit aus der Mitte des 19. Jahrhunderts. Die östlich angebaute niedrige Sakristei und der nördliche zweigeschoßige Kapellenanbau entstanden 1890.
Das Kircheninnere zeigt ein einschiffiges fünfjochiges Langhaus unter einer Stichkappentonne auf flachen Doppelpilastern mit Pfeifenkapitellen. Die segmentbogigen Fenstergewände entstanden im vierten Viertel des 18. Jahrhunderts. Die platzlunterwölbte Westempore steht auf quadratischen Pfeilern. Der Triumphbogen ist korbbogig. Der Chor mit einem halbkreisförmigen Schluss hat ein Platzlgewölbe, die Sakristei eine Stichkappentonne.
Die figuralen Glasfenster mit marianischen Szenen schuf um 1970 der Maler Engel.

## Einrichtung
Der Hochaltar als marmoriertes Doppelsäulenretabel mit Volutenauszug entstand stilistisch im zweiten Viertel des 18. Jahrhunderts und wurde wohl in der Mitte des 19. Jahrhunderts übergangen. Das Altarblatt Mariä Himmelfahrt schuf Carl Rahl in der Mitte des 19. Jahrhunderts, die Seitenfiguren der Heiligen Florian und Soldatenheiliger entstanden im Ende des 17. Jahrhunderts.
Die Rokoko-Kanzel entstand um 1750/1760. Das Gestühl ist nachbarock gestaltet.
Es gibt Holzfiguren Maria mit Kind um 1500 und die Heiligen Johannes Nepomuk und Barbara aus dem vierten Viertel des 19. Jahrhunderts. Statuetten der Heiligen Sebastian und Rochus entstanden im 18. Jahrhundert. Die Kreuzwegbilder entstanden im dritten Viertel des 19. Jahrhunderts.
Der josephinische Taufstein ist ein Sandstein um 1780.
Die Orgel baute Josef Loyp 1849.